# Vrhe, Slovenj Gradec
Vrhe so naselje v Mestni občini Slovenj Gradec.